# Semiothisa grisearia
Semiothisa grisearia är en fjärilsart som beskrevs av William Schaus 1901. Semiothisa grisearia ingår i släktet Semiothisa och familjen mätare. Inga underarter finns listade i Catalogue of Life.